# Новий Станін
Новий Станін (пол. Nowy Stanin) — село в Польщі, у гміні Станін Луківського повіту Люблінського воєводства.
Населення — 188 осіб (2011).
У 1975-1998 роках село належало до Седлецького воєводства.

## Демографія
Демографічна структура станом на 31 березня 2011 року:
|          | Загалом | Допрацездатний вік | Працездатний вік | Постпрацездатний вік |
| -------- | ------- | ------------------ | ---------------- | -------------------- |
| Чоловіки | 93      | 32                 | 47               | 14                   |
| Жінки    | 95      | 28                 | 42               | 25                   |
| Разом    | 188     | 60                 | 89               | 39                   |